# Arnie Robinson
Clarence Earl (Arnie) Robinson jr. (San Diego, 7 april 1948 – 1 december 2020) was een Amerikaanse verspringer. Hij werd in deze discipline eenmalig olympisch kampioen en meervoudig Amerikaans kampioen.

## Loopbaan
Zijn olympisch debuut maakte Robinson op Olympische Spelen van 1972 in München. Bij het verspringen won hij met 8,03 m een bronzen medaille en finishte hiermee achter zijn landgenoot Randy Williams (goud; 8,24) en de West-Duitser Hans Baumgartner (zilver; 8,18).
Vier jaar later op de Olympische Spelen van Montreal won hij een gouden medaille. Met een persoonlijk record van 8,35 versloeg hij zijn landgenoot en regerend olympisch kampioen Randy Williams (zilver; 8,11) en de Oost-Duitser Frank Wartenberg (brons; 8,02). In zowel 1972 als 1972 won hij de Amerikaanse olympische selectiewedstrijden.
In 1979 zette hij een punt achter zijn sportcarrière, maar bleef betrokken bij de sport als atletiekcoach bij het Mesa Junior College. Op 19 augustus 2000 raakte hij ernstig gewond door een auto-ongeluk. Hij herstelde en werd in 2003 trainer van de Amerikaanse selectie voor het wereldkampioenschappen van 2003 in Parijs en in 2005 aangesteld als docent lichamelijke opvoeding aan het San Diego Mesa College.
Robinson werd half november 2020 ernstig verkouden en kreeg ademhalingsproblemen. Hij stief aan de gevolgen van COVID op 1 december 2020 op 72-jarige leeftijd na de ziekte te hebben opgelopen tijdens de pandemie in San Diego.

## Titels
- Olympisch kampioen verspringen - 1976
- Pan-Amerikaanse Spelen kampioen verspringen - 1971
- Amerikaans kampioen verspringen - 1971, 1972, 1975, 1976, 1977, 1978
- Amerikaans indoorkampioen verspringen - 1975
- NCAA-kampioen verspringen - 1970

## Persoonlijk record
| Onderdeel   | Prestatie | Datum        | Plaats   |
| ----------- | --------- | ------------ | -------- |
| verspringen | 8,35 m    | 29 juli 1976 | Montreal |

## Palmares

### verspringen
- 1971:  Amerikaanse kamp. - 8,20 m
- 1971:  Pan-Amerikaanse Spelen - 8,02 m
- 1972:  Amerikaanse kamp. - 8,07 m
- 1972:  OS - 8,03 m
- 1975:  Amerikaanse indoorkamp. - 8,01 m
- 1975:  Amerikaanse kamp. - 8,05 m
- 1975:  Pan-Amerikaanse Spelen - 7,94 m
- 1976:  Amerikaanse kamp. - 8,32 m
- 1976:  OS - 8,35 m
- 1977:  Amerikaanse kamp. - 8,24 m
- 1977:  Wereldbeker - 8,19 m
- 1978:  Amerikaanse kamp. - 8,33 m (+ rw)

1896: Ellery Clark ·
1900: Alvin Kraenzlein ·
1904: Meyer Prinstein ·
1908: Frank Irons ·
1912: Albert Gutterson ·
1920: William Petersson ·
1924: William DeHart Hubbard ·
1928: Ed Hamm ·
1932: Ed Gordon ·
1936: Jesse Owens ·
1948: Willie Steele ·
1952: Jerome Biffle ·
1956: Greg Bell ·
1960: Ralph Boston ·
1964: Lynn Davies ·
1968: Bob Beamon ·
1972: Randy Williams ·
1976: Arnie Robinson ·
1980: Lutz Dombrowski ·
1984: Carl Lewis ·
1988: Carl Lewis ·
1992: Carl Lewis ·
1996: Carl Lewis ·
2000: Iván Pedroso ·
2004: Dwight Phillips ·
2008: Irving Saladino ·
2012: Greg Rutherford ·
2016: Jeff Henderson ·
2020: Miltiadis Tentoglou ·
2024: Miltiadis Tentoglou